# Adolfino Cañete
Adolfino Cañete Azcurra (13 września 1956) – piłkarz paragwajski noszący przydomek Fino, ofensywny pomocnik, rozgrywający. Wzrost 172 cm, waga 71 kg.
Urodzony w Asunción (w dzielnicy Alfaro) Cañete karierę piłkarską rozpoczął w klubie General Caballero Asunción, skąd później przeniósł się do drużyny Club River Plate.
W 1977 roku został graczem klubu Club Sol de América. Razem z klubem Sol de América wziął udział w turnieju Copa Libertadores 1979, gdzie jego klub odpadł już w fazie grupowej.
Następnie Cañete przeniósł się do Argentyny, by grać klubie Ferro Carril Oeste. Razem z klubem Ferro Carril Oeste dwa razy zdobył tytuł mistrza Argentyny – w 1982 i 1984 roku. Wziął także udział w turnieju Copa Libertadores 1983, gdzie jednak klub Ferro Carril Oeste odpadł już w fazie grupowej, zajmując ostatnie miejsce w swej grupie.
W 1984 roku został graczem meksykańskiego klubu Cruz Azul. Cañete wziął udział w eliminacjach do finałów mistrzostw świata w 1986 roku, gdzie zagrał w czterech meczach – dwóch meczach z Kolumbią i dwóch meczach z Chile. Jako piłkarz klubu Cruz Azul wziął udział w finałach mistrzostw świata w 1986 roku, gdzie Paragwaj dotarł do 1/8 finału. Cañete zagrał we wszystkich czterech meczach – z Irakiem, Meksykiem, Belgią i Anglią.
W 1987 roku przeszedł na krótko do argentyńskiego klubu Deportivo Mandiyú. Jako piłkarz kolumbijskiego klubu Unión Magdalena wziął udział w turnieju Copa América 1987, gdzie Paragwaj odpadł w fazie grupowej. Cañete zagrał w obu meczach - z Boliwią (w 52 minucie zastąpił go Eumelio Palacios) i Kolumbią (w 45 minucie zmienił go Gabriel González).
Jako gracz argentyńskiego klubu Talleres Córdoba wziął udział w turnieju Copa América 1989, gdzie Paragwaj zajął czwarte miejsce. Cañete zagrał w czterech meczach – trzech grupowych z Peru (zdobył 2 bramki), Kolumbią i Wenezuelą oraz w jednym meczu w grupie finałowej z Brazylią (w 45 minucie zmienił go Carlos Sanabria).
Z klubu Talleres Cañete w 1989 roku przeszedł do chilijskiego klubu Cobreloa. Jako gracz klubu Cobreloa wziął udział w eliminacjach do finałów mistrzostw świata w 1990 roku, gdzie zagrał tylko w jednym meczu - w przegranym 1:3 w Guayaquil meczu z Ekwadorem.
Na koniec kariery znów grał w Argentynie – w 1991 roku w klubie CA Lanús, a potem w latach 1991–1993 w klubie CA Colón. Łącznie w lidze argentyńskiej rozegrał 404 mecze i zdobył 63 bramki.
W latach 1985–1989 Cañete rozegrał w reprezentacji Paragwaju 29 meczów i zdobył 3 bramki.